# Ефект на страничния наблюдател
Ефектът на страничния наблюдател (на английски: bystander effect, bystander apathy) е социално-психологически феномен, отнасящ се до хора, наблюдаващи безучастно насилие върху човек, без да се включат или притекат на помощ. Вероятността на безучастие е пряко пропорционална на броя наблюдаващи. С други думи – колкото повече са наблюдателите, толкова по-малко вероятно е някой от тях да се притече на помощ.
Съществуват различни обяснения на явлението ефект на страничния наблюдател. Някои от тях включват амбивалентно отношение, раздвоеност, разпръсване на отговорността.
Ефектът е изследван подробно от Джон Дарли и Биб Латане след убийството на Кити Дженовезе през 1964 г. Дженовезе умира от множество прободни рани, след като е гонена в продължение на половин час от убиеца си пред очите на 38 души, наблюдавали от съседните блокове. През 1968 г. те публикуват своето изследване на ефекта в лабораторни условия.
В няколко експеримента участникът е сам или сред друга група хора участници или съучастници. Тогава се имитира спешна ситуация, а изследователите проверяват колко време ще отнеме на участниците да се намесят. Екпериментите откриват, че наличието на други хора често забавя помощта, и то с доста време.